# Forsby församling
Forsby församling var en församling i Skara stift och i Skövde kommun. Församlingen uppgick 2002 i Sventorp-Forsby församling.

## Administrativ historik
Församlingen har medeltida ursprung.
Församlingen var till 1862 i pastorat med Skövde (stads)församling som moderförsamling. Från 1862 till 1962 annexförsamling i pastoratet Sventorp och Forsby som före 1890 även omfattade Suntetorps församling. Från 1962 till 1992 annexförsamling i pastoratet Värsås, Varola, Ljunghem, Edåsa, Sventorp och Forsby som före 1974 även omfattade Mofalla församling. Från 1992 till 2002 annexförsamling i pastoratet Värsås, Varola, Vreten Sventorp och Forsby. Församlingen uppgick 2002 i Sventorp-Forsby församling.

## Kyrkor
- Forsby kyrka